# Іш-К'авііль
Іш-К'абель (д/н — 682) — калоомте царства Ік'хаабхо’ в 640—682 роках. За її панування держава набула найбільшого розвитку.

## Життєпис
Походила з династії Коби. Про її батьків немає відомостей. Ймовірно посіла трон після смерті брата або батька Шаман-К'авііля. Церемонія сходження на трон відбулася 9.10.7.5.9, 4 Мулук 17 Во (640 рік).
У день 9.10.16.17.18, 9 Ец'наб 1 Мак (жовтень 649 року) відбулася якась «церемонія одягання». На стелі з цього приводу цариця (калоомте) зображена у супроводі полонених — ахавів царств Іц'а та Хатуун, яких було захоплено внаслідок успішної військової кампанії.
У серпні 662 року Іш-К'авііль відсвяткувала «ювілей» 9.11.10.0.0, на честь чого була встановлена Стела 5, на якій знову було зображено полонених ахавів.
Правління цієї цариці характеризується найбільшим військовим піднесенням, розвитком міста, насамперед столиці, населення якої сягнуло 50 тис. осіб.
До 680 року підкорила царство Сакц'і, до столиці якої Яшуни наказала провести 100-кілометрову сакбе. Внаслідок цього утворився великий торгівельний та військовий шлях, що пов'язав дві частини держави.
Померла 682 року. Їй спадкував Чан-Йопаат, що на честь Іш-К'авііль наказав звести Стелу 1, де 13-а річниця її коронації позначена «Наддовгою Серією» з 24-розрядного числа днів.